# Agatharied
Agatharied ist ein Gemeindeteil der Gemeinde Hausham im oberbayerischen Landkreis Miesbach.
Es liegt in einer Höhe von 780 m ü. NHN, 

## Geographie
Das Pfarrdorf Agatharied liegt etwa 60 Kilometer südlich von München, drei Kilometer nördlich vom Schliersee und elf Kilometer östlich des Tegernsees. Mit dem Auto ist das Dorf über die Bundesautobahn 8 erreichbar, Ausfahrt Weyarn oder Irschenberg.

## Geschichte
Agatharied soll bereits im 9. Jahrhundert als Ried bestanden haben und weist damit auf die Rodungstätigkeit dieser Zeit hin. Eine Urkunde von 1215 weist den Namen Riede auf, im 14. Jahrhundert erfolgte die Erwähnung als ... pey sant Agathen Ryed als erster Hinweis auf die Dorfkirche, die der heiligen Agatha geweiht war. Die Kirche entstand in ihrer heutigen Form in der Mitte des 15. Jahrhunderts als Stiftung des 1456 verstorbenen Georg d. J. von Waldeck gleichzeitig mit den Kirchen in Frauenried und in Georgenried. Von Waldeck soll in türkischer Gefangenschaft die Kirchenstiftung für den Fall der Heimkehr zu seiner Frau Agathe gelobt haben. Der Ursprung der Kirche liegt aber vermutlich länger zurück. Sie war wahrscheinlich zuvor dem heiligen Jakobus geweiht. Früher befand sich östlich oberhalb des Ortes die Burg Poding.
Vom Hof Untergunetsrain stammt die berühmte Barockbaumeisterfamilie Gunetzrhainer.
Am 27. April 1922 wurde der Sitz der Gemeinde Agatharied nach Hausham verlegt und der Name in Hausham geändert. Der Grund hierfür lag darin, dass das bis in das 19. Jahrhundert kleinere Hausham infolge des Bergbaus erheblich angewachsen war und das kulturelle Leben sich dorthin verlagert hatte.

## Sehenswürdigkeiten

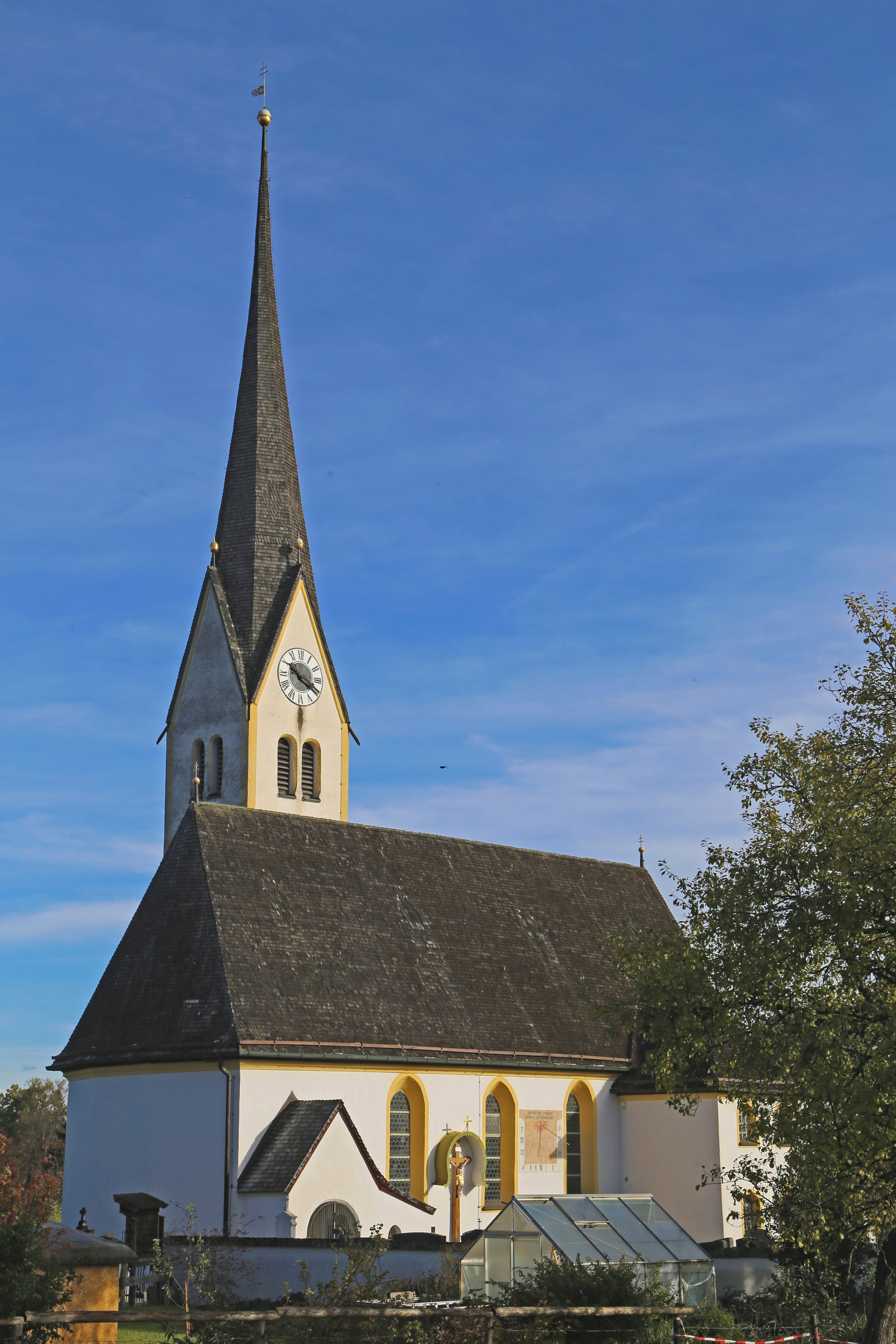
Kirche St. Agatha

- Pfarrkirche St. Agatha, spätgotischer Bau aus dem 15. Jahrhundert, Ende des 17. Jahrhunderts erfolgte eine Umgestaltung, dabei wurde der Westteil erweitert und der Chor barockisiert. Sie wurde in die Liste der Baudenkmäler in Bayern aufgenommen.
- Siehe auch: Liste der Baudenkmäler in Agatharied.

## Einrichtungen
- Kreiskrankenhaus des Landkreises Miesbach seit 1998[2]
- Inge-Beisheim-Kindergarten
- Katholische Integrations-Kindertageseinrichtung „Ich & Du“

## Persönlichkeiten
- Marcus H. Rosenmüller, Filmregisseur
- Josef Stallhofer, Kunstmaler und Ehrenbürger der Gemeinde Hausham
- Sebastian Mrowca, Fußballspieler

## Verkehr
Der Haltepunkt Agatharied liegt an der Bahnstrecke Holzkirchen–Schliersee, die von der Bayerischen Oberlandbahn auf dem Weg von München über Miesbach nach Bayrischzell befahren wird.